# Xã Peoria, Quận Knox, Nebraska
Xã Peoria (tiếng Anh: Peoria Township) là một xã thuộc quận Knox, tiểu bang Nebraska, Hoa Kỳ. Năm 2010, dân số của xã này là 140 người.